# Kekenboschiella nubiai
Kekenboschiella nubiai är en spindelart som beskrevs av Léon Baert 1984. Kekenboschiella nubiai ingår i släktet Kekenboschiella och familjen Mysmenidae. Inga underarter finns listade i Catalogue of Life.